# 鄧世漢
鄧世漢（1906年—1976年），廣東合浦人（今屬廣西）。陸軍少將，中國國民黨革命委員會成員。

## 生平
青少年時追隨兄長鄧世增投身軍界，先後畢業於西江陆海军讲武堂（第一期：1923.7-1924.8）、日本士官學校、陸軍大學特别班（第一期：1928.8-1931.11）。
1931年11月 任南京京滬衛戍司令長官公署中校機要參謀，參加著名的上海一·二八淞滬抗戰。
1932年秋 京滬衛戍司令長官公署隨十九路軍調往福建，改稱駐闽綏靖公署。1933年參加十九路軍發動的福建事變。
1936年9月任广东綏靖公署副官处上校科长。
1937年8月任第四路军参谋处上校参谋。
1938年10月任廣東保安第九團團長，1939年8月任軍政部二十三補充兵訓練處第五團團長。参加抗击粤北日寇第一次北犯之役。
1942年3月任第七战区海陆丰守备区指挥部少将副指挥官，1943年4月兼参谋长。参加抗击日寇侵扰海陆丰之役。
1943年6月任第四戰區合浦沿海警备区指揮部少将指揮官。参加广东南路历次抗击日寇侵犯之役。
1945年6月任第四方面军司令部少将高级参谋。
1945年冬隨張發奎回廣州，參與華南地區對日受降，任廣州行營少將高參、廣州行營日本官兵東莞管理所所長、廣州行營日本官兵管理處處長、廣州行營日本戰犯拘留所主任，負責看管華南地區13.7萬日本戰俘，分期分批把他們遣返日本；對其中近700多名確認犯有戰爭罪行的戰犯，則關押在廣州日本戰犯拘留所。然後，部分轉解南京、上海審判，部分在廣州審判、處決。日本高等戰犯：日本華南派遣軍第23軍司令兼香港佔領地總督田中久一中將、第130師團長近藤新八中將就是在廣州審判並處決的。
1950年9月 經李濟深保薦，進入北京“華北人民革命大學”（現中國人民大學）學習，畢業後安排在廣東省人民政府參事室工作，任政治研究員。1976年2月在廣州病逝，安葬在廣州市銀河烈士陵園。
鄧世漢遺作：
京滬衛戍公署見聞 ——中國文史出版社《正面戰場·原國民黨將領抗日戰爭親歷記》叢書第一部《七七事變》
廣州日本戰犯拘留所——廣州市政協《廣州文史》